# Andelarrot
Andelarrot település Franciaországban, Haute-Saône megyében. Lakosainak száma 245 fő (2022. január 1.). Andelarrot Noidans-lès-Vesoul, Andelarre, Échenoz-la-Méline, Mont-le-Vernois, Vallerois-Lorioz, Vellefaux, Velleguindry-et-Levrecey és Velle-le-Châtel községekkel határos.

## Népesség
A település népességének változása:
| Lakosok száma | 227  | 232  | 237  | 237  | 240  | 244  | 244  | 244  | 245  |
|               | 2013 | 2015 | 2016 | 2017 | 2018 | 2019 | 2020 | 2021 | 2022 |